# 正光院 (東京都港区)
正光院（しょうこういん）は、東京都港区にある高野山真言宗の寺院。

## 歴史
1630年（寛永7年）、福岡藩の藩主黒田忠之の開基である。
当院の本尊は薬師如来である。恵心僧都源信の作と伝えられており、一条天皇誕生の祈願仏といわれている。江戸時代は「子安薬師」と呼ばれ、信仰を集めていた。
1945年（昭和20年）の空襲で伽藍をすべて焼失してしまった。しかも当時の住職は前年の1944年（昭和19年）に寂していたため、再建のリーダーシップをとる者がおらず、戦後10年間は無住（住職不在）の廃寺状態が続いてきた。住職着任後も瓦礫の後始末に追われ、再建事業が完了したのは戦後35年が経過した1980年（昭和55年）のことであった。

## 墓所
以下の人物が葬られている。
- 石井擇所（前橋藩儒臣、尾藤二洲の弟子）

## 交通アクセス
- 六本木駅より徒歩10分。